# Belgische gemeenteraadsverkiezingen 1899
De Belgische gemeenteraadsverkiezingen van 1899 vonden plaats op zondag 15 oktober 1899. De volgende verkiezingen vonden plaats op zondag 18 oktober 1903.
De wet van 12 september 1895 op de gemeenteverkiezingen is van toepassing. De gemeenteraden van alle 2.614 Belgische gemeenten werden gedeeltelijk verkozen voor een termijn van 8 jaar en een vernieuwing van de helft van de gemeenteraden elke 4 jaar. Er gold meervoudig stemrecht voor Belgische mannelijke burgers vanaf 25 jaar. Bij absolute meerderheid is het meerderheidsstelsel van toepassing, zoniet is de evenredige vertegenwoordiging van toepassing.
De evenredige vertegenwoordiging werd in minder dan de helft van de gemeenten toegepast.
De bevolkingsaantallen in rekening genomen, waren de meeste inwoners wel woonachtig in gemeenten waar de evenredige vertegenwoordiging werd toegepast. Dit voornamelijk in de arrondissementen Brussel, Charleroi en Verviers en het minst in de arrondissementen Ieper, Turnhout en Mechelen.
In steden:
- In Gent wonnen de liberalen, katholieken en socialisten elk vijf zetels.
- In Brussel werden 7 liberalen, 4 socialisten en 4 katholieken verkozen.